# .sx
sx. هو امتداد خاص بالعناوين الإلكترونية (نطاق) domain للمواقع التي تنتمي إلى سينت مارتن. هذه الجزيرة تركت الامتداد السابق .an بعد حل جزر الأنتيل الهولندية. أما سانت مارتن الفرنسية وهو الشطر الثاني من الجزيرة فيستخدم الامتداد تجمع سان مارتين.